# Gonzales (Texas)
Gonzales es una ciudad ubicada en el condado de Gonzáles en el estado estadounidense de Texas. En el Censo de 2010 tenía una población de 7.237 habitantes y una densidad poblacional de 459,95 personas por km².

## Historia
Fue fundada como un asentamiento de colonos angloamericanos en agosto de 1825, poniéndole el nombre del gobernador mexicano de Coahuila y Texas Rafael Gonzáles, abandonada al año siguiente tras dos ataques de indígenas, fue reconstruida en 1827.
Durante la Independencia de Texas en sus inmediaciones se desarrolló el 2 de octubre de 1835 la batalla de González.

## Geografía
Gonzales se encuentra ubicada en las coordenadas 29°30′45″N 97°26′50″O / 29.51250, -97.44722. Según la Oficina del Censo de los Estados Unidos, Gonzáles tiene una superficie total de 15.73 km², de la cual 15.73 km² corresponden a tierra firme y (0%) 0 km² es agua.

## Demografía
Según el censo de 2010, había 7.237 personas residiendo en Gonzales. La densidad de población era de 459,95 hab./km². De los 7.237 habitantes, Gonzales estaba compuesto por el 62.59% blancos, el 12.59% eran afroamericanos, el 1.33% eran amerindios, el 0.73% eran asiáticos, el 0.01% eran isleños del Pacífico, el 20.2% eran de otras razas y el 2.54% pertenecían a dos o más razas. Del total de la población el 53.07% eran hispanos o latinos de cualquier raza.